# XIV округ Парижа
14-й округ Парижа (фр. 14e arrondissement de Paris или фр. Arrondissement de l’Observatoire) — один из 20 муниципальных округов Парижа. Назван в честь Парижской обсерватории; в просторечии парижане называют его le quatorzième («четырнадцатый»).

## География
Находится на левом берегу Сены, южнее центральной части Парижа. На севере 14-й округ граничит с 6-м и 5-м округами, на западе — с 15-м округом, на востоке — с 13-м округом, на юге — с муниципалитетами Жантийи, Монруж, Малакофф и Ванв. Площадь — 562 га.
Основным источником пресной воды для южной части Парижа является водохранилище Монсури, построенное в округе в 1874 году.

## История

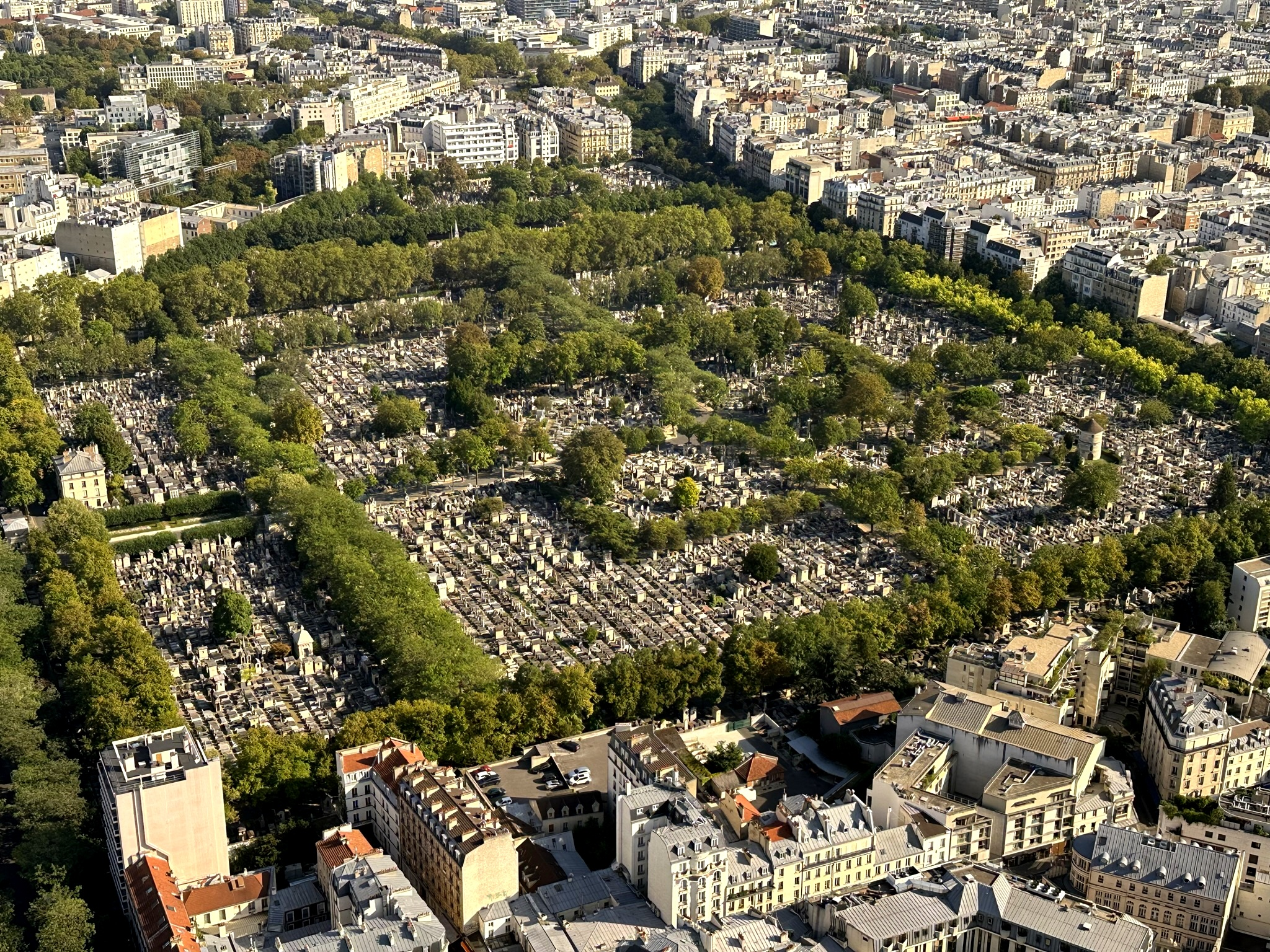
Кладбище Монпарнас

В эпоху позднего Средневековья в северо-восточной части нынешнего округа возникло рабочее предместье Фобур-Сен-Жак. В 1623 году был запущен акведук Медичи, проложенный через земли округа из Рёнжи. В 1784 — 1790 годах была построена Стена генеральных откупщиков, имевшая несколько застав («барьеров»), на которых собирали налоги с ввозимых в город товаров.
В 1841 — 1844 годах вдоль южной границы Парижа была возведена Тьерская городская стена. 14-й округ возник в 1860 году при расширении границ французской столицы в южном направлении. К землям Монпарнаса присоединили кварталы, ранее относившиеся к пригородам Жантийи, Монруж и Ванв. На рубеже веков округ являлся домом для многих художников и писателей.
В начале XX века в XIV округе осела большая бретонская диаспора. В 1925 году открылся Университетский городок, принявший у себя тысячи студентов. В 1960—1970-х годах на границе 14-го и 15-го округов был построен большой комплекс зданий Мэн-Монпарнас.

## Население

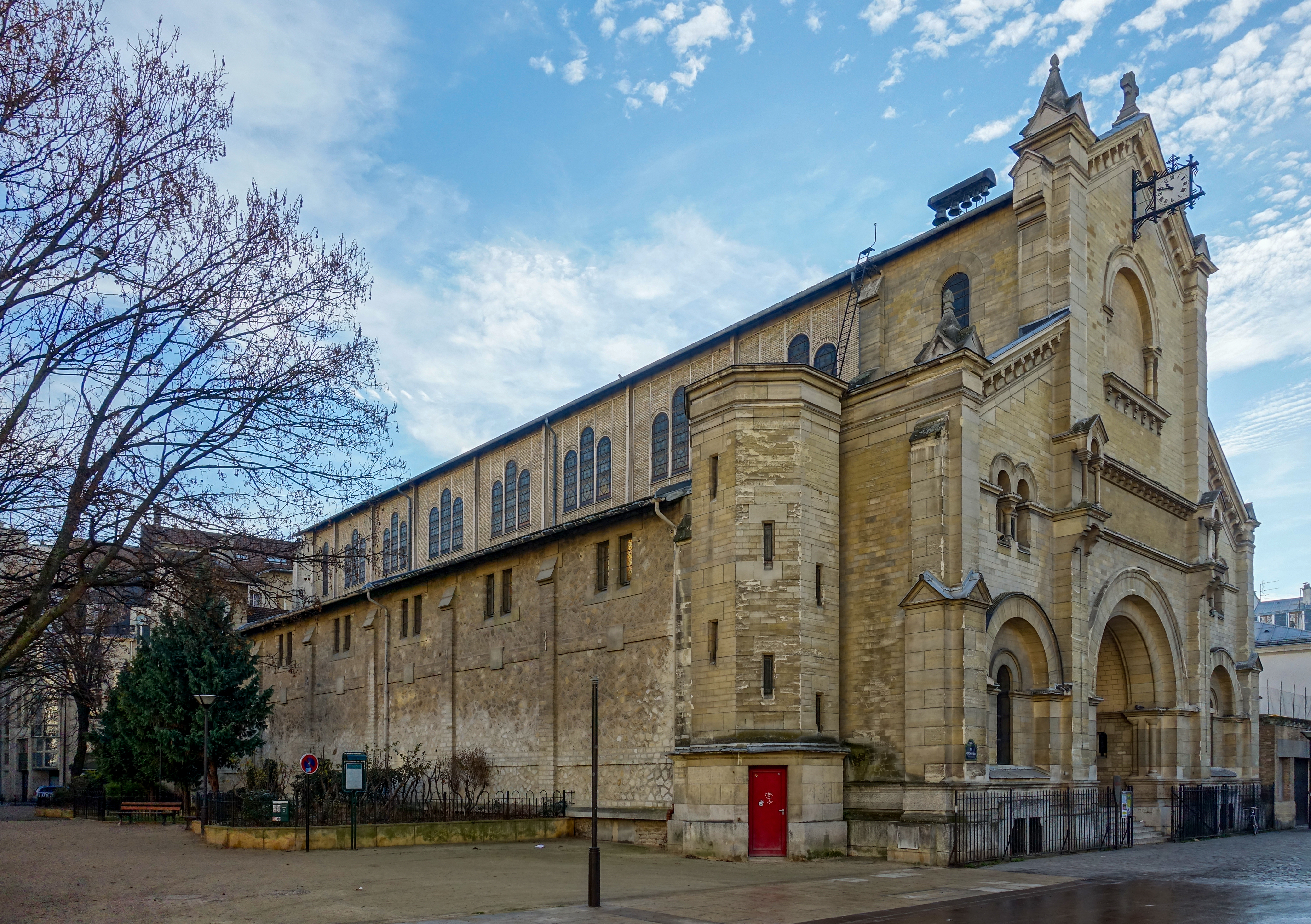
Церковь Нотр-Дам-дю-Травай

По состоянию на 1999 год на территории округа проживало 132 844 жителя при плотности 23 634 чел/км².
В 2021 году численность населения 14-го округа составила 136 368 человек, плотность — 24 265 чел/км².
| Год (перепись населения) | Население | Плотность (чел./км²) |
| ------------------------ | --------- | -------------------- |
| 1954                     | 181 414   | 32 274               |
| 1962                     | 178 149   | 31 693               |
| 1968                     | 167 093   | 29 727               |
| 1975                     | 149 137   | 26 532               |
| 1982                     | 138 596   | 24 657               |
| 1990                     | 136 574   | 24 297               |
| 1999                     | 132 844   | 23 634               |

## Органы местного управления

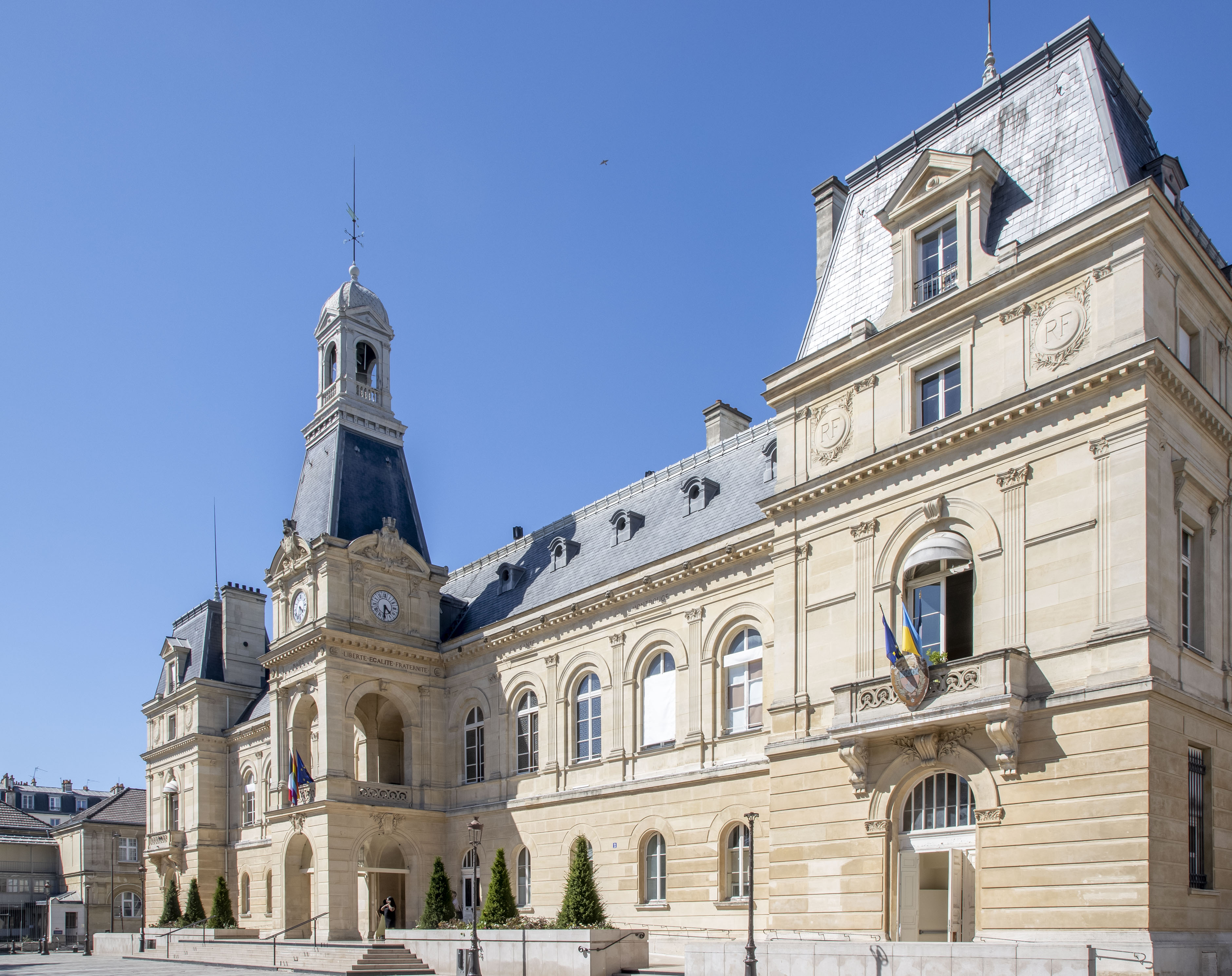
Здание мэрии округа

В 1983—2001 годах пост мэра XIV округа три срока подряд занимал член «Объединения в поддержку республики» Лионель Ассуад; в 2001—2009 годах мэром был социалист Пьер Кастаньо, в 2009—2014 годах — социалист Паскаль Шерки. В 2014 году мэром округа была избрана представитель Социалистической партии Карин Пети; в 2020 году её переизбрали, но уже от партии Génération.s.
- Адрес мэрии: 2, площадь Фердинанда Брюно[фр.]

## Государственные и дипломатические учреждения

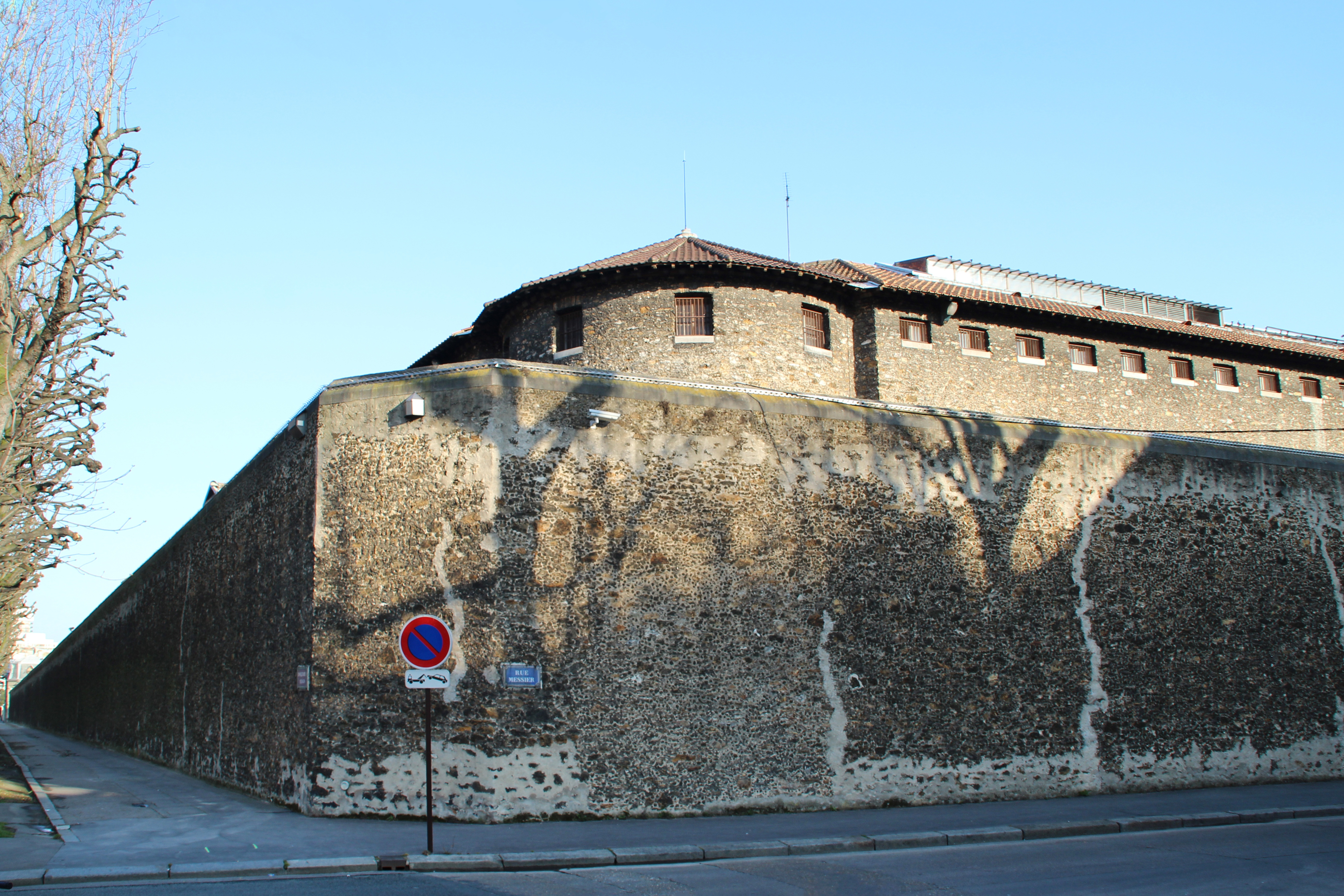
Тюрьма Санте

- Агентство французского образования за рубежом[фр.]
- Тюрьма Санте
- Центр защиты матери и ребенка
- Тибетский офис[фр.] (посольство правительства Тибета в изгнании)

## Административное деление
Округ делится на четыре квартала:
- № 53 Монпарнас (Quartier du Montparnasse)
- № 54 Парк-де-Монсури[фр.] (Quartier du Parc-de-Montsouris)
- № 55 Пти-Монруж[фр.] (Quartier du Petit-Montrouge)
- № 56 Плезанс[фр.] (Quartier de Plaisance)

## Экономика и транспорт

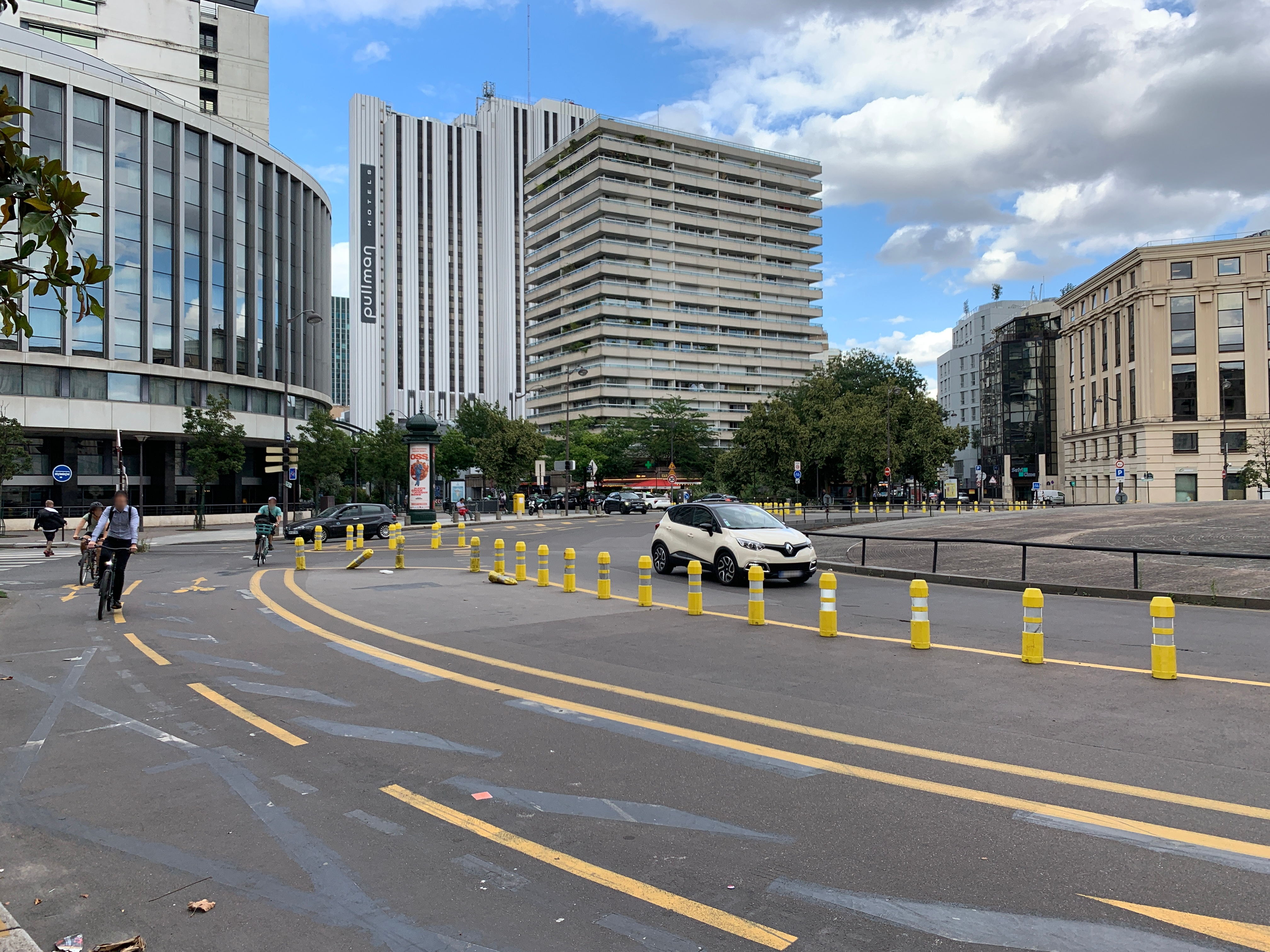
Гостиница Pullman на площади Каталонии

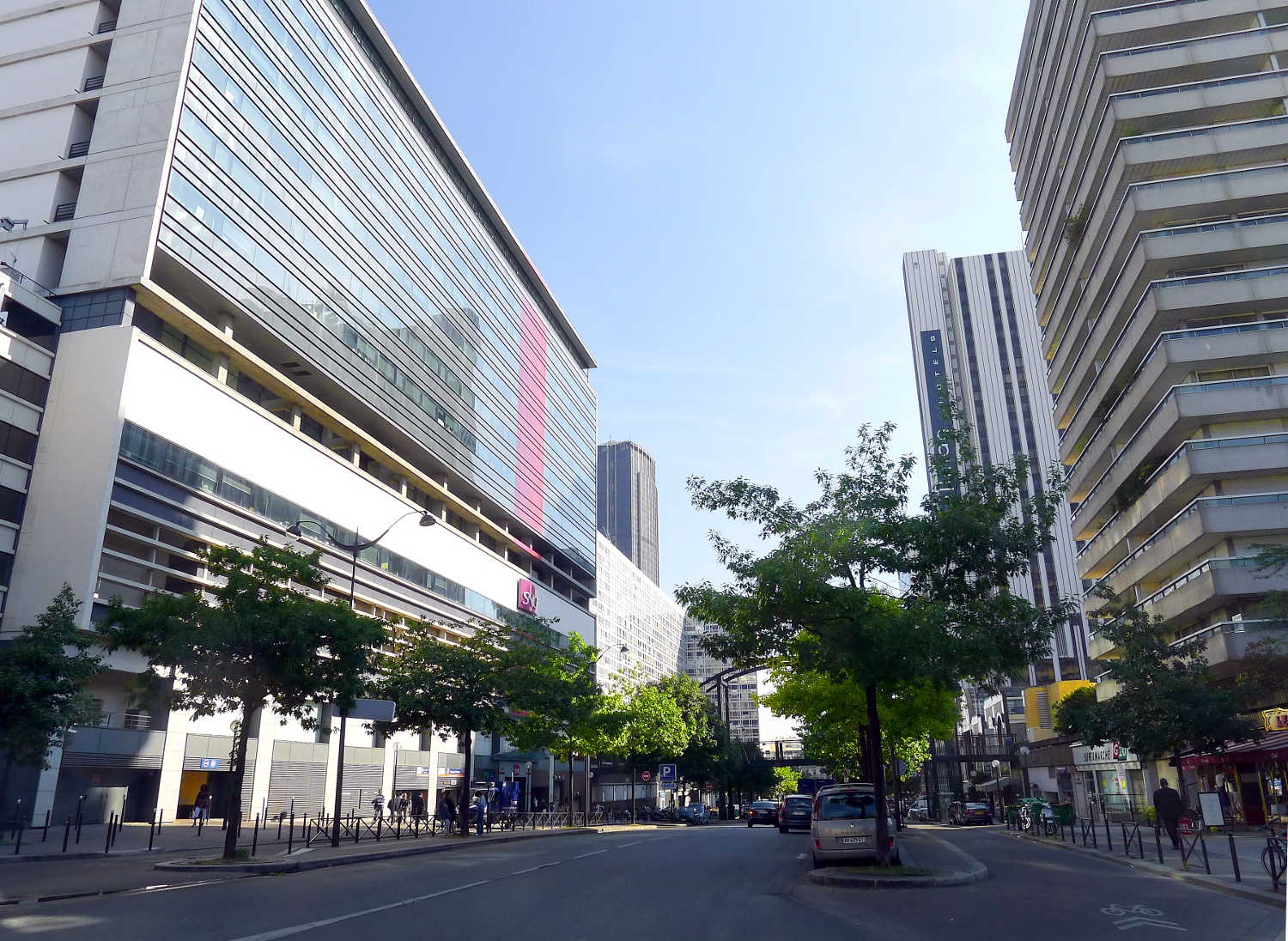
Офисный центр SNCF

Станция RER Данфер-Рошро

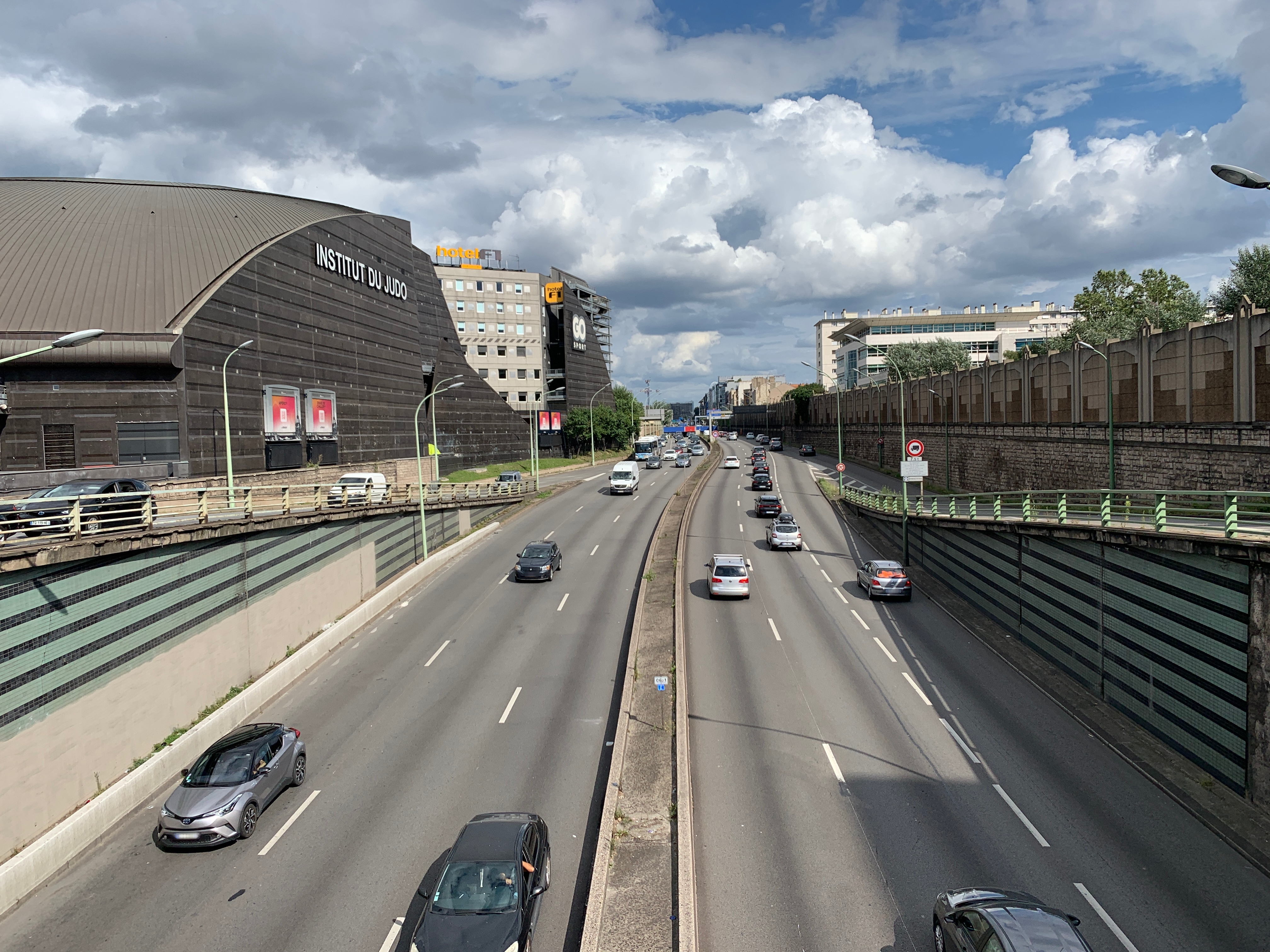
Бульвар Периферик

В округе преобладает сфера услуг, в том числе розничная торговля, общественное питание, туризм, транспортные, медицинские, деловые и финансовые услуги (включая юридические, консалтинговые, бухгалтерские, инженерные, дизайнерские и образовательные услуги).
В округе имеется несколько престижных отелей, в том числе Paris Marriott Rive Gauche Hotel & Conference Center, Pullman Paris Montparnasse, Mercure Paris Gare Montparnasse, Mercure Paris Alesia, Best Western Bretagne Montparnasse, Best Western Nouvel Orléans Montparnasse, Novotel Suites Paris Expo Porte de Versailles, Niepce Paris, Residence Inn Paris Didot Montparnasse, Hôtel Aiglon Boulevard Raspail, Villa Montparnasse, Voco Paris Montparnasse, Hôtel les Artistes, Hôtel Léopold, Hôtel Le M, Drawing House и Maison du Moulin Vert.
Вокруг площади Каталонии и вдоль бульваров Маршалов расположены офисные кварталы. На авеню Мэн расположен торговый центр Les Ateliers Gaîté; кроме того, в округе имеется несколько продуктовых рынков, множество супермаркетов и магазинов, а также штаб-квартиры железнодорожной группы SNCF Réseau Île de France, молочной группы Sodiaal, табачной группы SEITA, издательской группы Humensis (включая издательский дом Le Pommier), книжных издательств Éditions de l'Épure, Riveneuve и La Rose de Java.
По выходным вокруг станции метро Порт-де-Ванв работает блошиный рынок Порт-де-Ванв, на котором продают антиквариат и старые книги.

### Метрополитен
XIV округ обслуживают следующие линии метрополитена:
- Линия 4
- Линия 6
- Линия 12
- Линия 13

### RER
Станции Университетский городок, Данфер-Рошро и Порт-Рояль обслуживают линию B.

### Трамвай
В округе действует одна линия парижского трамвая — Линия 3а.

### Площади и улицы

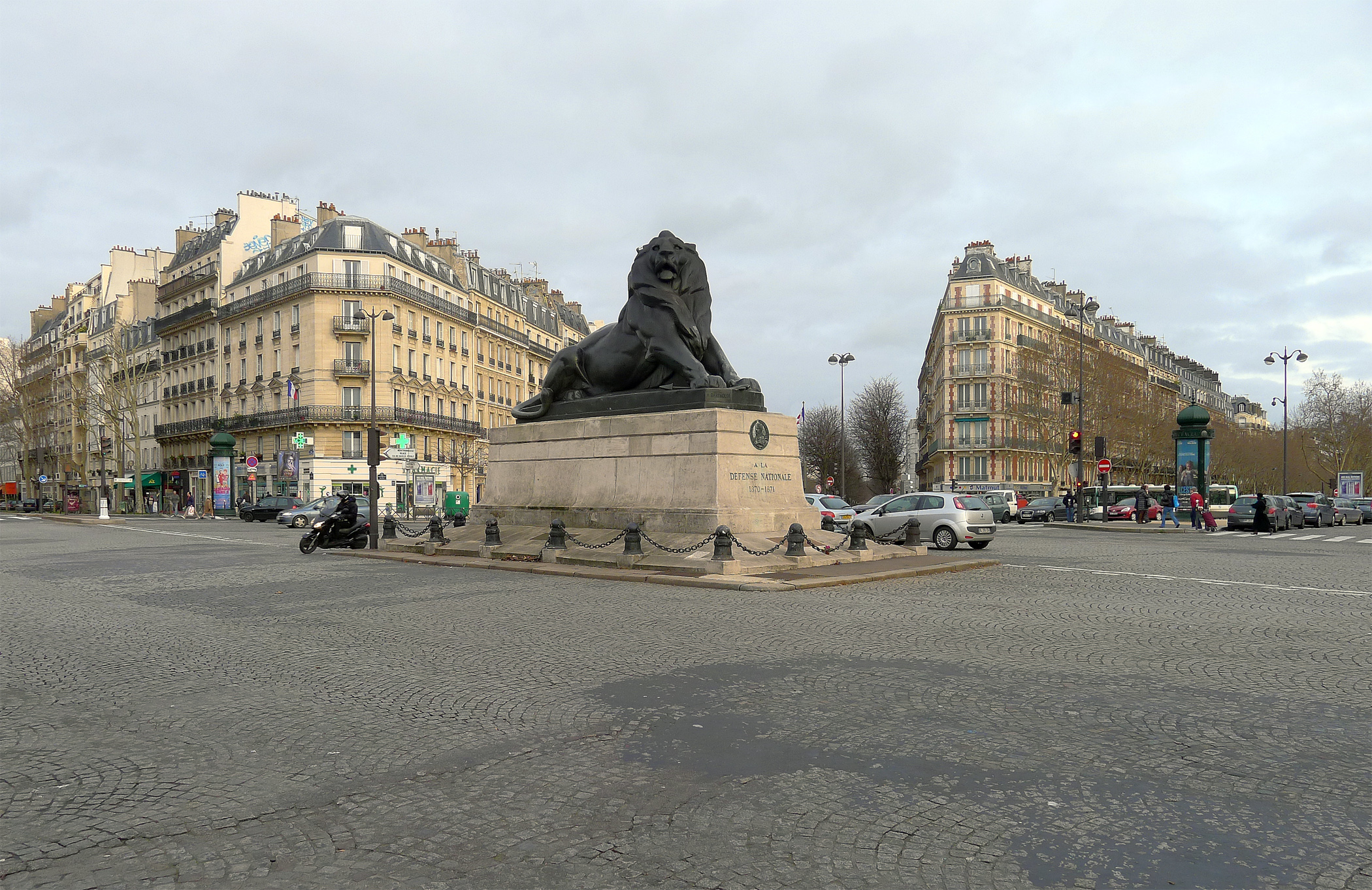
Площадь Данфера-Рошро

- Площадь Данфера-Рошро
- Площадь Сен-Жак
- Площадь Каталонии
- Бульвар Периферик
- Бульвар Монпарнас
- Бульвар Сен-Жак
- Бульвар Распай
- Бульвар Эдгара Кине
- Бульвар Араго
- Бульвар Брюна
- Бульвар Журдана
- Бульвар Порт-Рояль
- Бульвар Ромена Роллана
- Авеню генерала Леклерка
- Одесская улица

## Культура

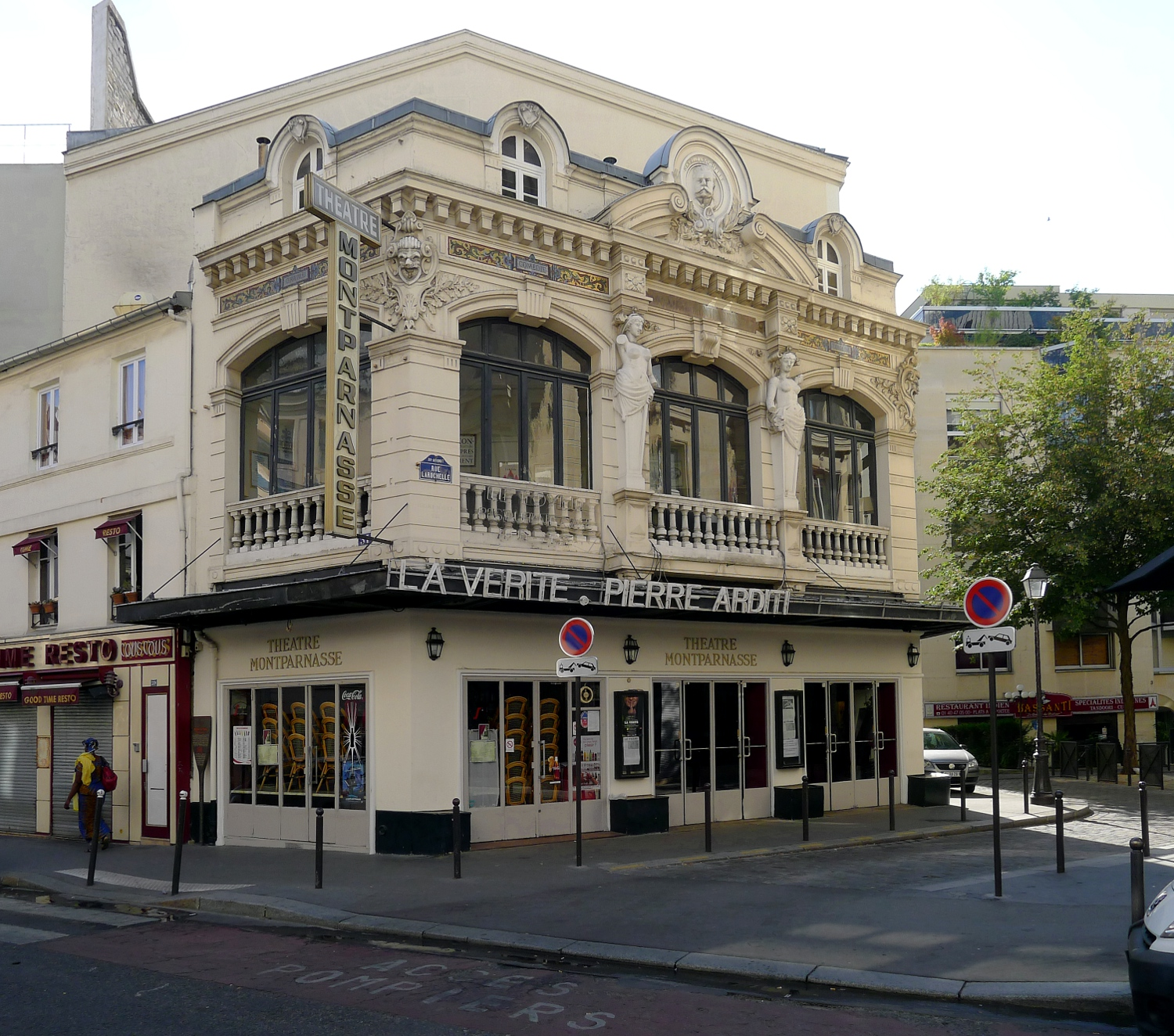
Театр Монпарнас

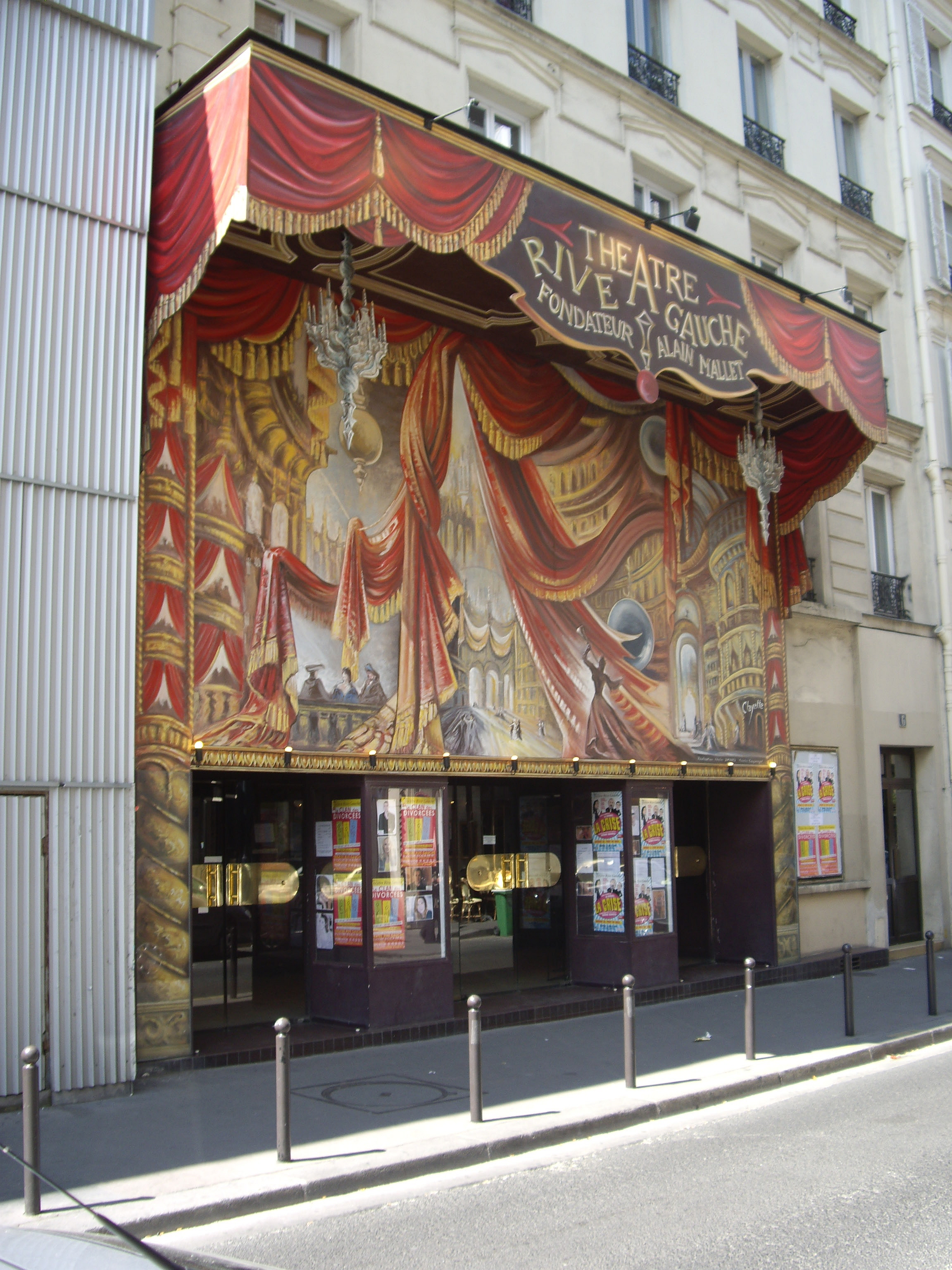
Левобережный театр

В XIV округе расположено несколько известных музеев, библиотек, театров, концертных залов и культурных центров Парижа:
- Фонд современного искусства Картье
- Музей Парижских катакомб
  - Подземные каменоломни капуцинов[фр.]
- Музей освобождения Парижа — Музей генерала Леклерка[фр.]
- Музей Аджака[фр.]
- Музей искусства и истории больницы Святой Анны[фр.]
- Галерея Монпарнас[фр.]
- Институт Джакометти
- Музей-квартира Ленина на улице Бонье
- Театр Монпарнас[фр.]
- Театр Гаите-Монпарнас[фр.]
- Театр Гише Монпарнас[фр.]
- Театр Комеди Итальен
- Левобережный театр[фр.]
- Театр 14 Жан-Мари Серро[фр.]
- Театр Эдгар[фр.]
- Театр Университетского городка[фр.]
- Мюзик-холл Бобино[фр.]
- Концертный зал L'Entrepôt[фр.]
- Общество литераторов[фр.]

## Образование и наука
- Лицей Распай[фр.]
- Университетский городок
  - Колледж Испании[фр.]

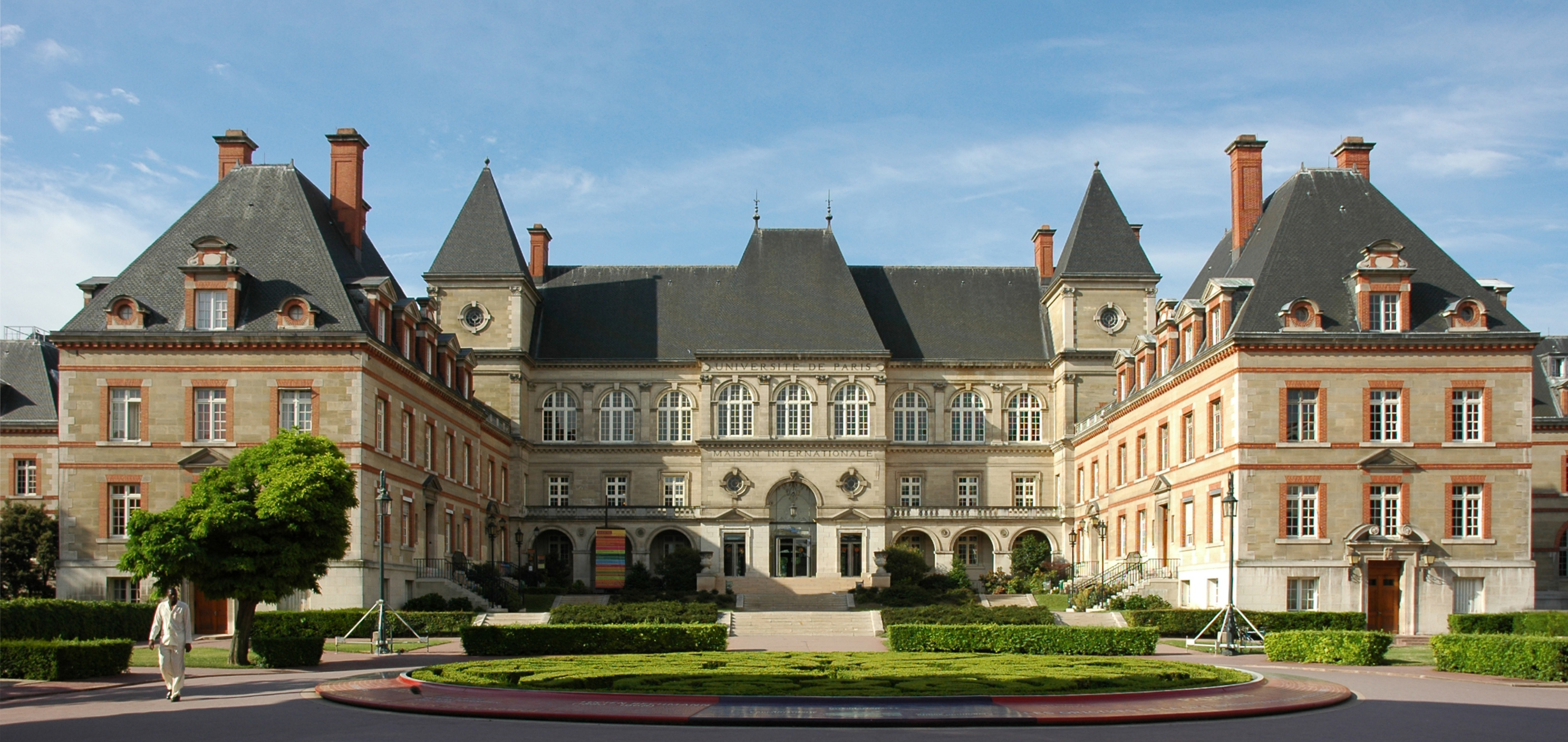
Университетский городок

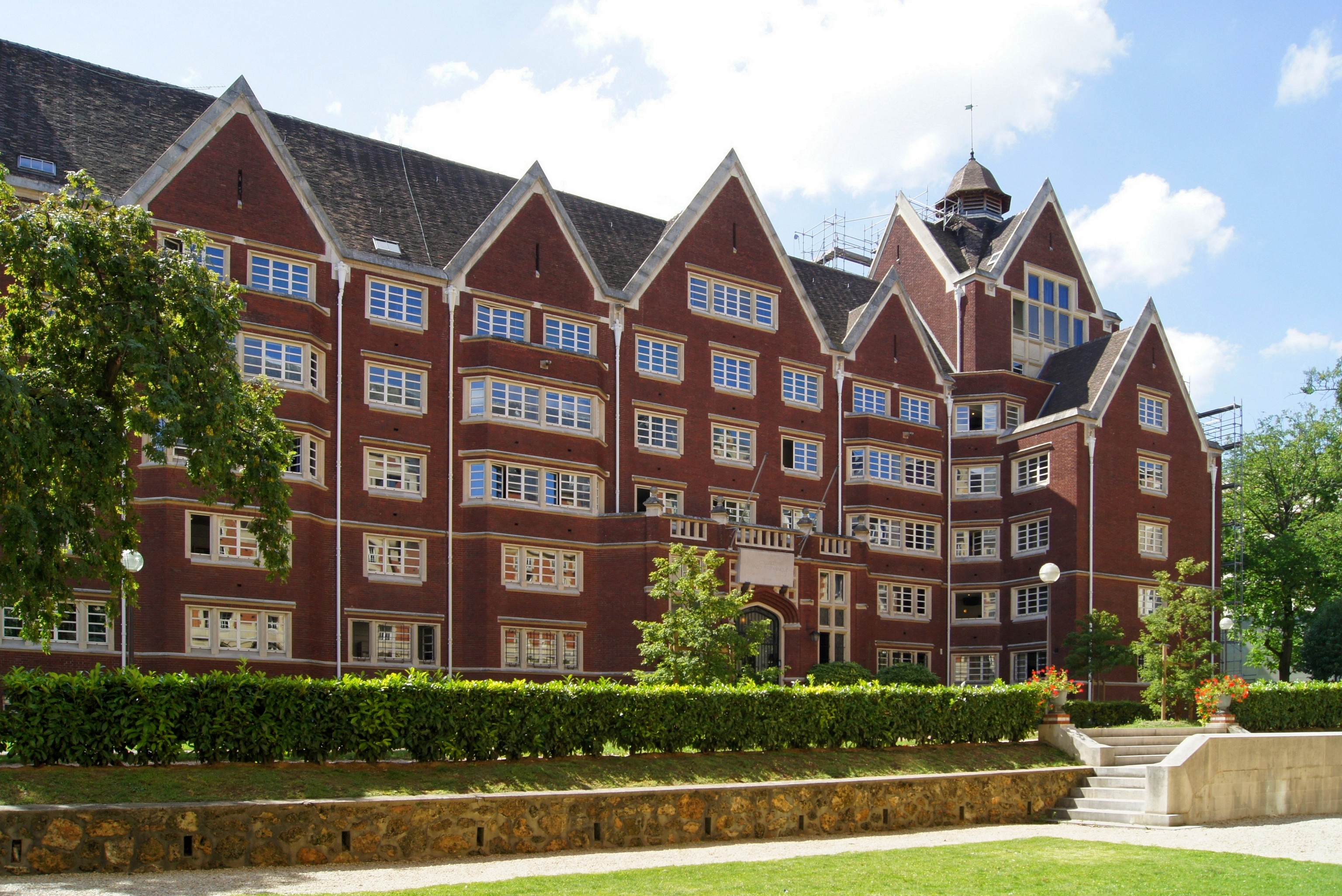
Франко-британский колледж

  - Франко-британский колледж[фр.]
  - Нидерландский колледж[фр.]
  - Павильон Хабиба Бургибы[фр.]
  - Фонд Соединенных Штатов[фр.]
  - Швейцарский фонд[фр.]
- Парижская школа экономики[фр.]
- Европейская консерватория аудиовизуального письма[фр.]
- Высшая школа туризма
- Консерватория имени Дариюса Мийо
- Факультет Протестантского института теологии[фр.]
- Факультеты философии и психологии[фр.] Католической академии
- Парижский институт астрофизики[фр.]
- Парижская обсерватория
- Международный астрономический союз

## Достопримечательности
- Район Монпарнас
- Квартал Орлеанская деревня[фр.]

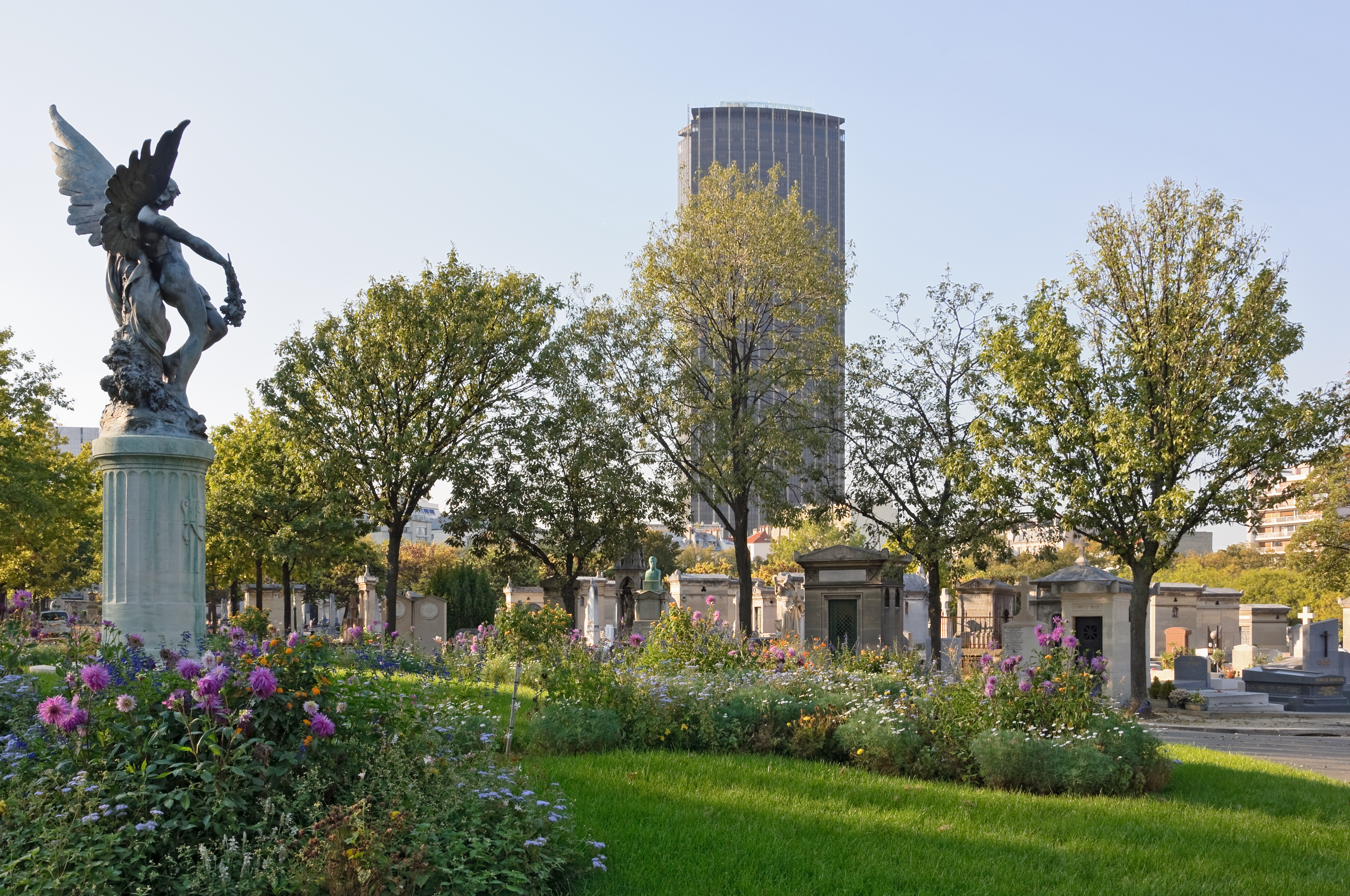
Кладбище Монпарнас

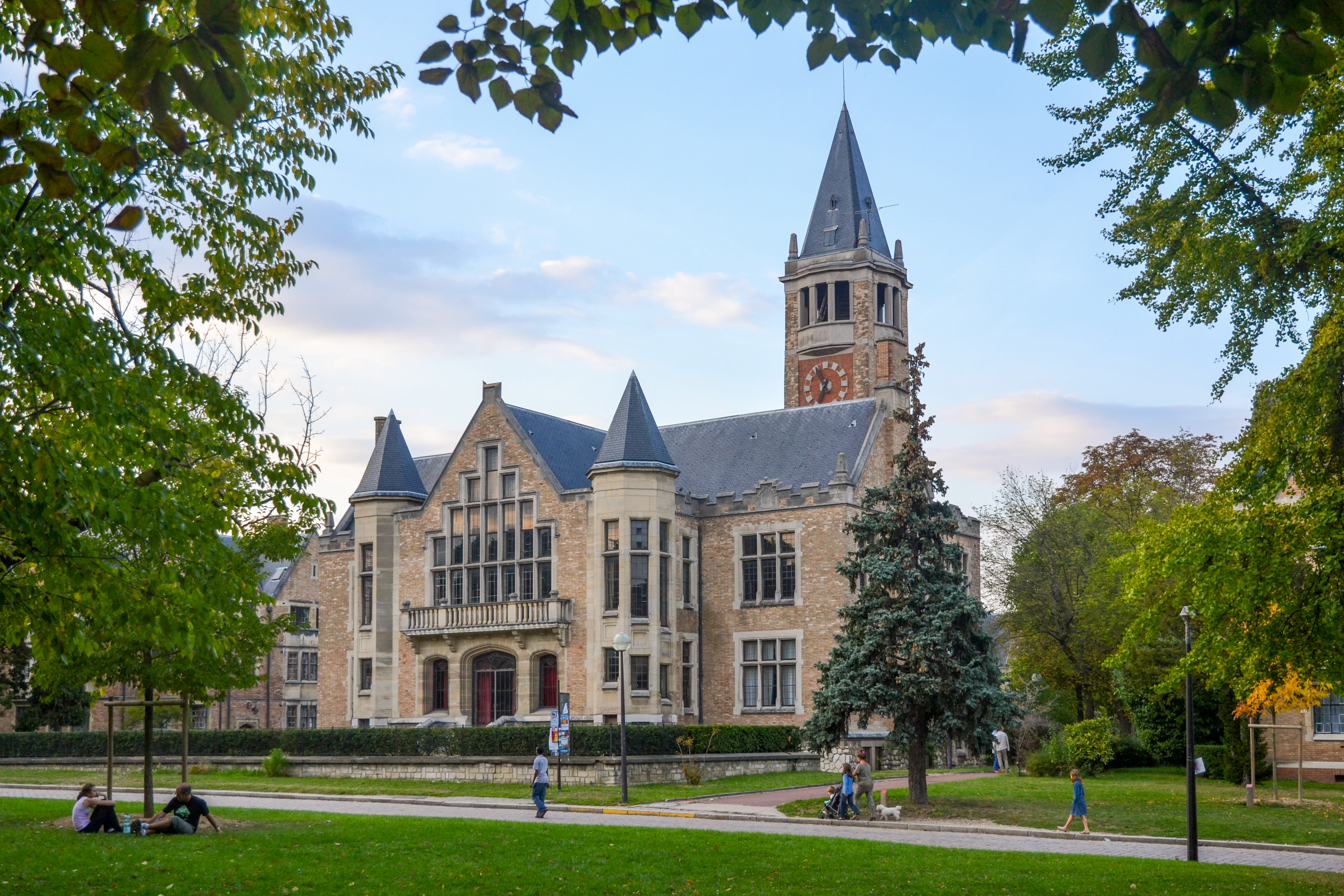
Общежитие фонда Дойч де ла Мёрт

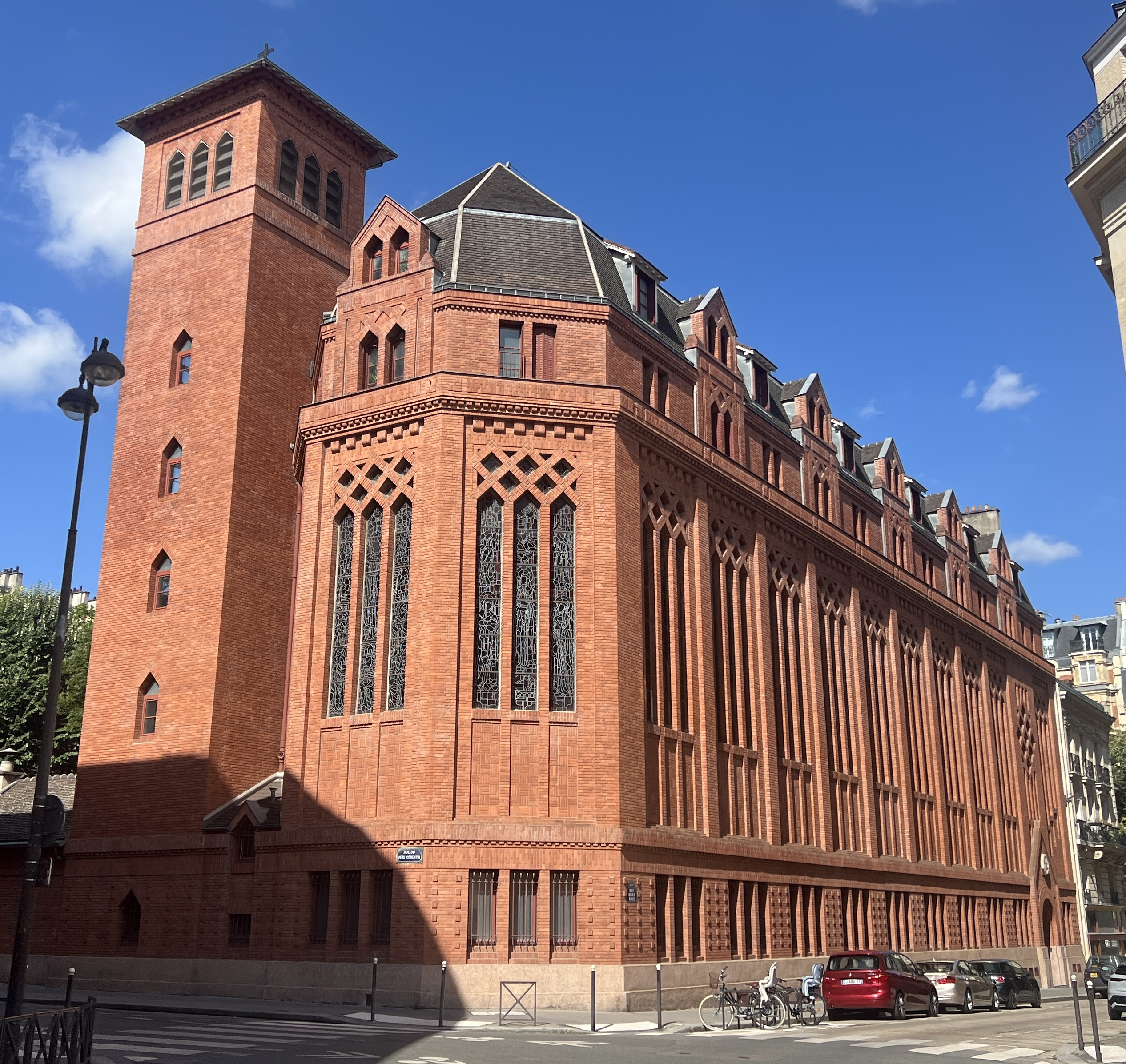
Монастырь Сен-Франсуа

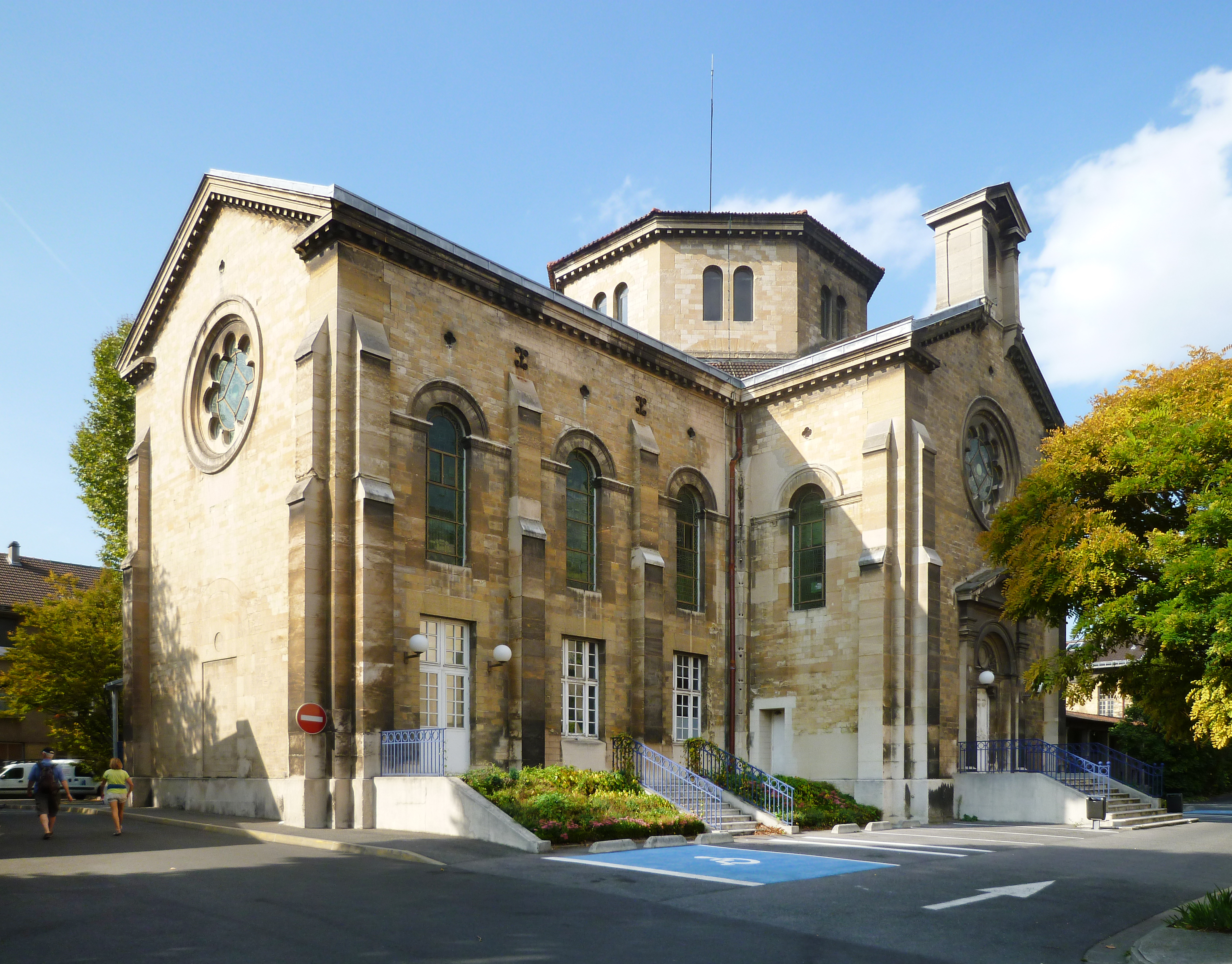
Часовня больницы Святой Анны

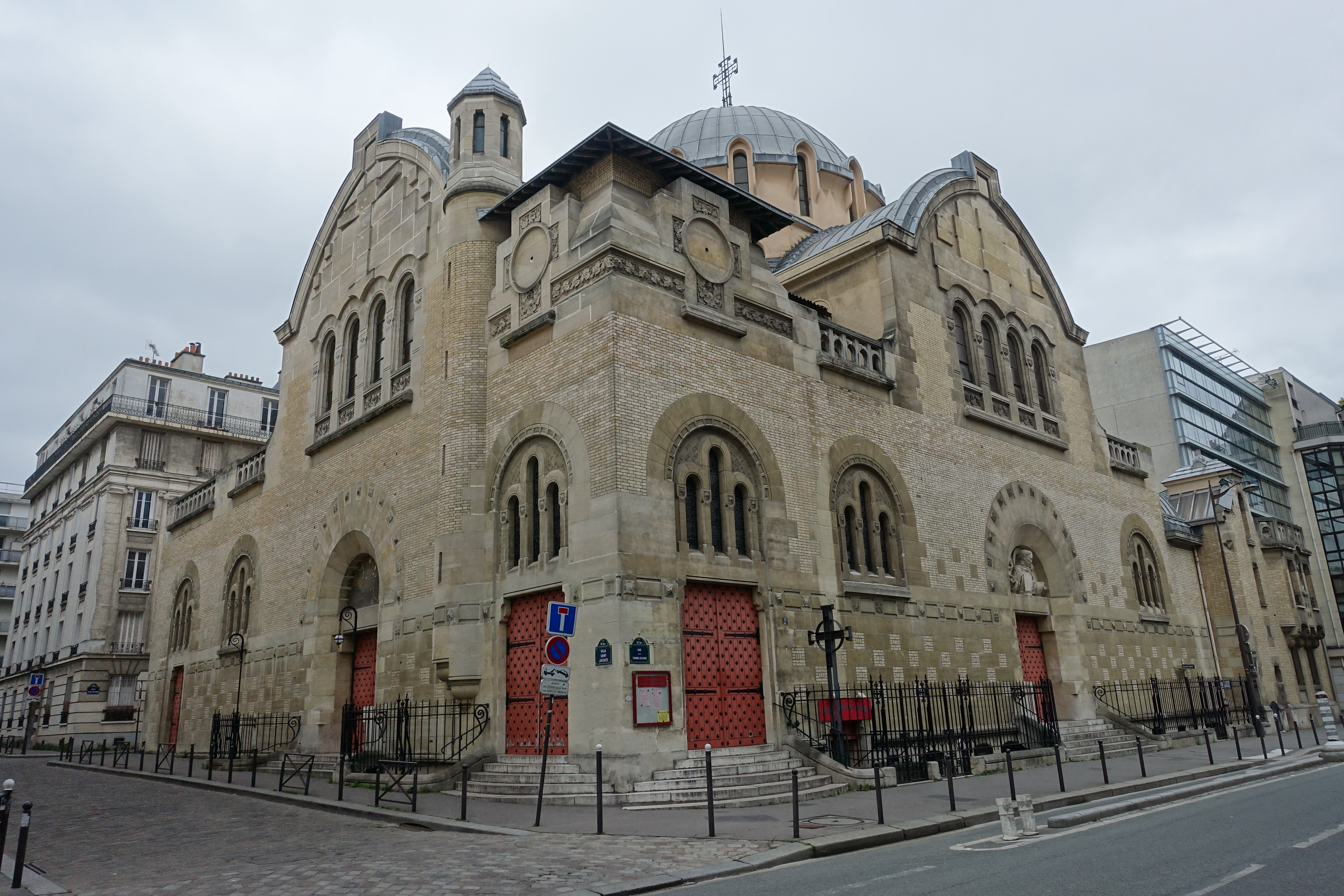
Церковь Сен-Доминик

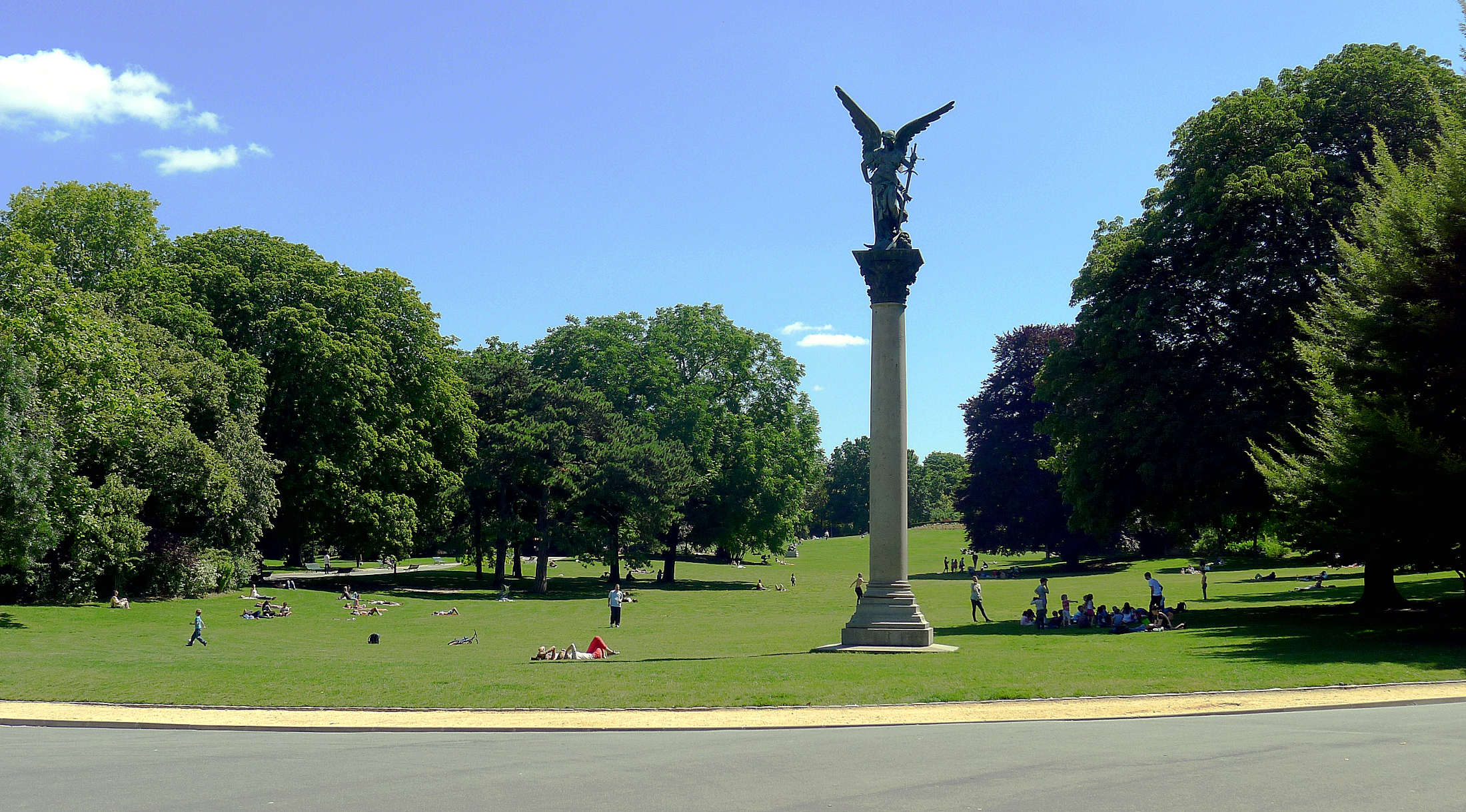
Парк Монсури

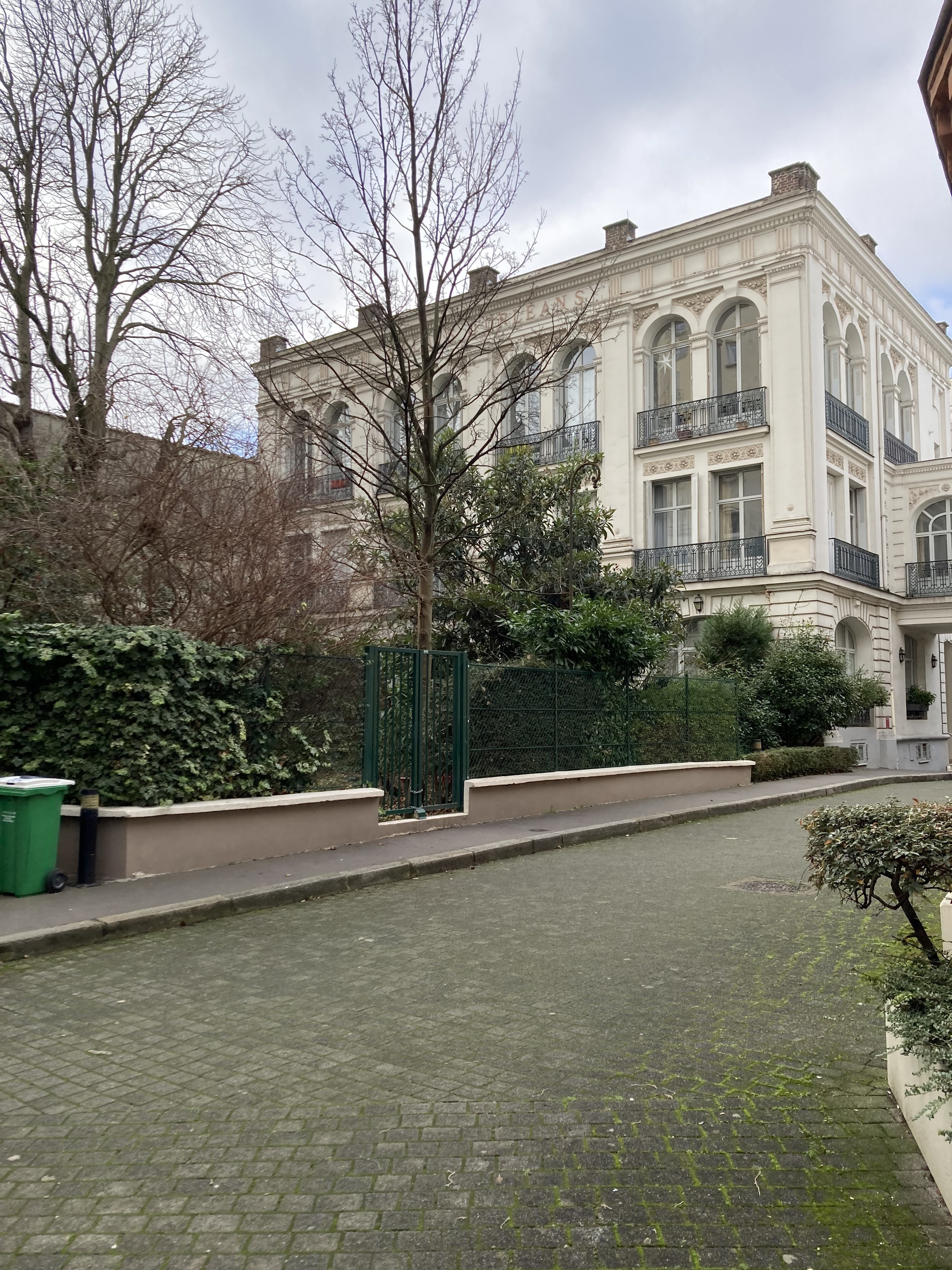
Орлеанский дворец

- Большая южная сеть Парижа[фр.]

### Дворцы и особняки
- Корпуса Университетского городка
  - Фонд Дойч де ла Мёрт[фр.]
- Орлеанский дворец[фр.]
- Отель Масса[фр.]
- Отель Фонтен[фр.]
- Дом Фонтенье[фр.]

### Храмы
- Аббатство Порт-Рояль[фр.]
- Монастырь Сен-Франсуа[фр.]
- Монастырь Визитасьон[фр.]
- Церковь Нотр-Дам-дю-Травай[фр.]
- Церковь Сен-Пьер-де-Монруж[фр.]
- Церковь Нотр-Дам-дю-Розер[фр.]
- Церковь Сен-Доминик[фр.]
- Часовня Сен-Жозеф-де-Клюни[фр.]
- Часовня Святой Жанны д'Арк[фр.]
- Часовня больницы Святой Анны[фр.]
- Часовня больницы Сен-Жозеф
- Часовня Нотр-Дам-де-Бон-Секур
- Часовня Сен-Поль
- Протестантский храм Монпарнас-Плезанс[фр.]

### Парки и сады
- Парк Монсури
- Парк Университетского городка
- Сад Парижской обсерватории[фр.]
- Сады больницы Святой Анны
- Сад Атлантик
- Сад Франсуазы Эритье[фр.]
- Сад Мари-Терезы Оффре[фр.]
- Монастырский сад[фр.]
- Сад Шерифа[фр.]
- Сад Лионеля Ассуада[фр.]
- Сквер Аспиранта Дюнана[фр.]
- Сквер Фердинанда Брюно[фр.]
- Сквер Альберто Джакометти[фр.]
- Сквер кардинала Вышиньского[фр.]
- Сквер аббата Лемира[фр.]
- Сквер аббата Миня[фр.]
- Сквер отца Плюмье[фр.]
- Сквер Сермен-де-Куфра[фр.]
- Сквер Жака Дени Антуана[фр.]
- Сквер Ива Кляйна[фр.]
- Сквер Гастона Бати[фр.]
- Сквер клятвы при Куфре[фр.]
- Сквер Клода-Николя Леду[фр.]
  - Аллея Клода Мадемба Си[фр.]
- Сквер Жана Мулена[фр.]

### Кладбища
- Кладбище Монпарнас
- Кладбище Монруж[фр.]

### Другие
- Кафе дю Дом
- Ресторан Куполь
- Застава Данфер[фр.]
- Зал Гюйгенса[фр.]
- Жилой комплекс Échelles du Baroque[фр.]
- Здание художественной студии на улице Кампань-Премьер[фр.]
- Ферма Монсури[фр.]
- Скульптура Бельфорский лев[фр.]

## Здравоохранение

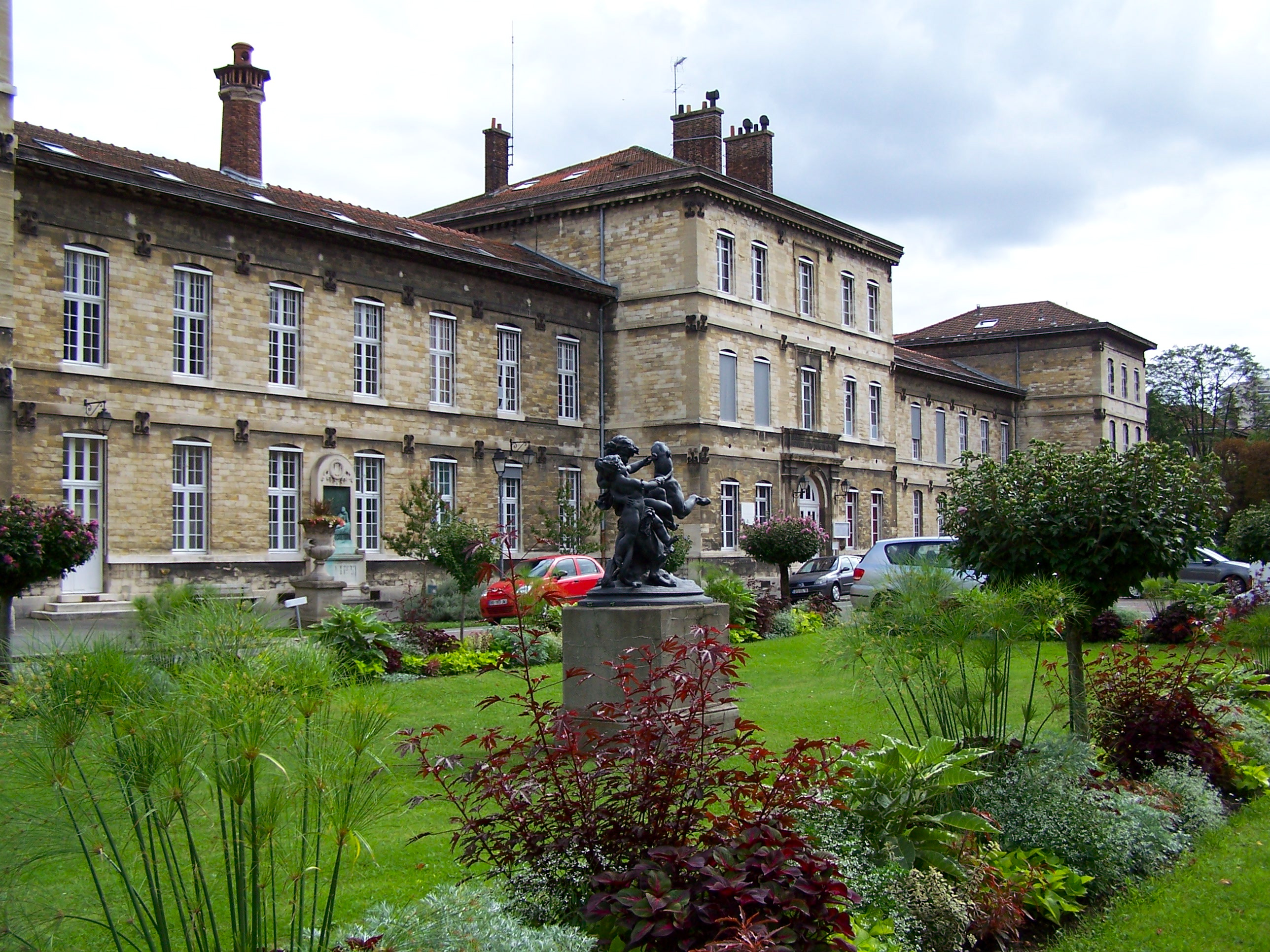
Больница Святой Анны

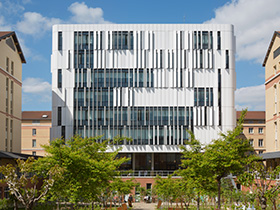
Роддом Нотр-Дам-де-Бон-Секур

XIV округ является важным центром медицинских услуг, здесь расположено несколько больших больниц:
- Больничный центр Сент-Анн[фр.]
  - Клиника психических и мозговых заболеваний[фр.]
- Больница Кошен[фр.]
- Больница Сен-Жозеф[фр.]
  - Роддом Нотр-Дам-де-Бон-Секур[фр.]
- Больница Леопольда Беллана[фр.]
- Больница Бруссе[фр.]
- Больница Ларошфуко[фр.]
- Больница Сен-Винсен-де-Поль[фр.]
- Институт мутуализма Монсури[фр.]
- Институт ухода за детьми и перинатологии[фр.]
- Клиника Боделок
  - Роддом Порт-Рояль
- Психиатрический лазарет управления полиции[фр.]

В округе базируется Университетская больничная группа психиатрии и нейронаук Парижа (GHU Paris) — государственная территориальная медицинская группа, которая специализируется на психиатрии, неврологии, нейрохирургии и наркологии в Париже и части Иль-де-Франс.
Кроме того, в округе расположена штаб-квартира Международной ассоциации психоаналитических взаимодействий.

## Спорт

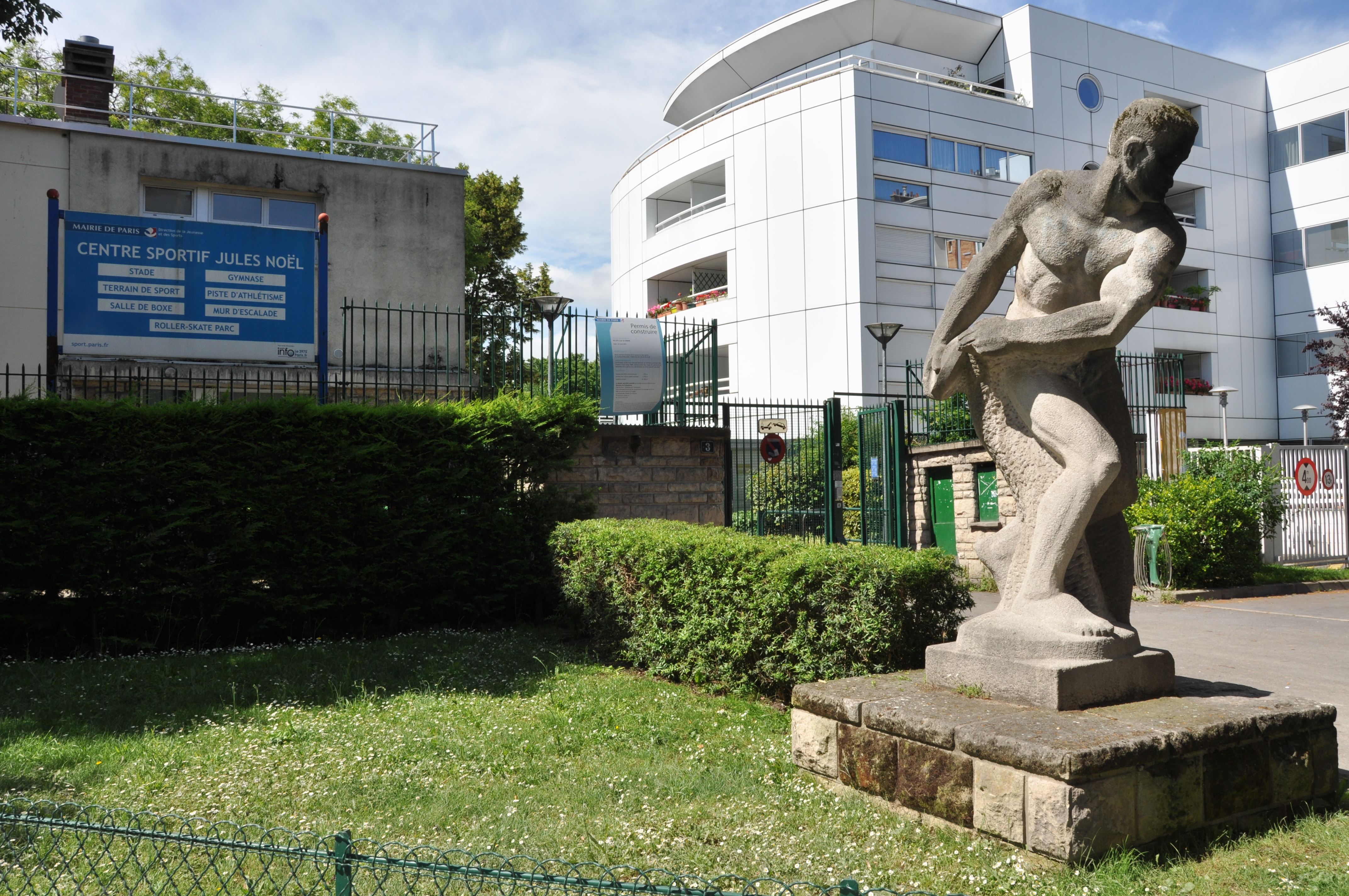
Спортивный центр Жюля Ноэля

Большинство спортивных сооружений и площадок XIV округа были капитально реконструированы к летним Олимпийским играм 2024 года.
- Спортивный центр Жюля Ноэля[фр.]
- Стадион Элизабет[фр.]
- Западный стадион
- Стадион Далмассо
- Институт дзюдо

## В искусстве
В XIV округе Парижа происходили съёмки следующих фильмов и сериалов: «Сердцеед» (1937), «Правила игры» (1939), «Спиной к стене» (1958), «На последнем дыхании» (1960), «Клео от 5 до 7» (1962), «Шарада» (1963), «Второе дыхание» (1966), «Последнее известное место жительства» (1970), «Полицейский» (1972), «Неисправимый» (1975), «Французский связной 2» (1975), «Смерть негодяя» (1977), «Досье на 51-го» (1978), «Бум» (1980), «Необходимая самооборона» (1982), «Фавориты луны» (1984), «Седьмая мишень» (1984), «Одиночка» (1987), «Индокитай» (1992), «Известные старые песни» (1997), «Невезучие» (2003), «Модильяни» (2004), «Крёстные отцы» (2005), «Красотки» (2005), «Комедия власти» (2006), «Железнодорожный роман» (2007), «2 дня в Париже» (2007), «Враг государства № 1: Легенда» (2008), «Женщины-агенты» (2008), «Париж» (2008), «Моя девочка не хочет…» (2009), «Необычайные приключения Адель» (2010), «Из Парижа с любовью» (2010), «Генсбур. Любовь хулигана» (2010), «Париж. Город мёртвых» (2014).